# 邱毅
邱 毅（きゅう き、1956年5月8日 - ）は、台湾の中国国民党と新党の政治家で、中華民国の第5・6・7代立法委員を務めた。 

## 経歴
台湾大学経済学博士、コーネル大学博士後研究員。
2000年と2004年の総統選挙で宋楚瑜・連戦陣営の選挙本部の幹部を務めた後、台湾大学農業経済研究所・商学研究所教授、淡江大学大陸研究所教授、文化大学財金融系教授、中華経済研究院研究員、HEC経営大学院客員教授、マードック大学客員教授、全国商業総会顧問兼委員、全国総工会首席顧問、立夫医薬研究文教基金会董事、経済研究院董事、台湾中油董事、三陽工業董事、台北漁産運銷公司董事、台湾中石化董事、彰化銀行董事、京城銀行独立董事、義守大学講座教授を歴任した。
2004年の大統領選挙直後に邱の指示で街宣車が高雄地方法院の門に突っ込んで、破損させた疑いで、1年2ヶ月の有期刑が言い渡され、2007年3月に確定されたが、公民権の剥奪は回避できた。